# Центя
Центя (рум. Țentea) — село у повіті Бистриця-Несеуд в Румунії. Входить до складу комуни Кіокіш.
Село розташоване на відстані 322 км на північний захід від Бухареста, 31 км на південний захід від Бистриці, 47 км на північний схід від Клуж-Напоки.

## Населення
За даними перепису населення 2002 року у селі проживали 189 осіб, усі — румуни. Усі жителі села рідною мовою назвали румунську.